# Poly(A)-binding protein

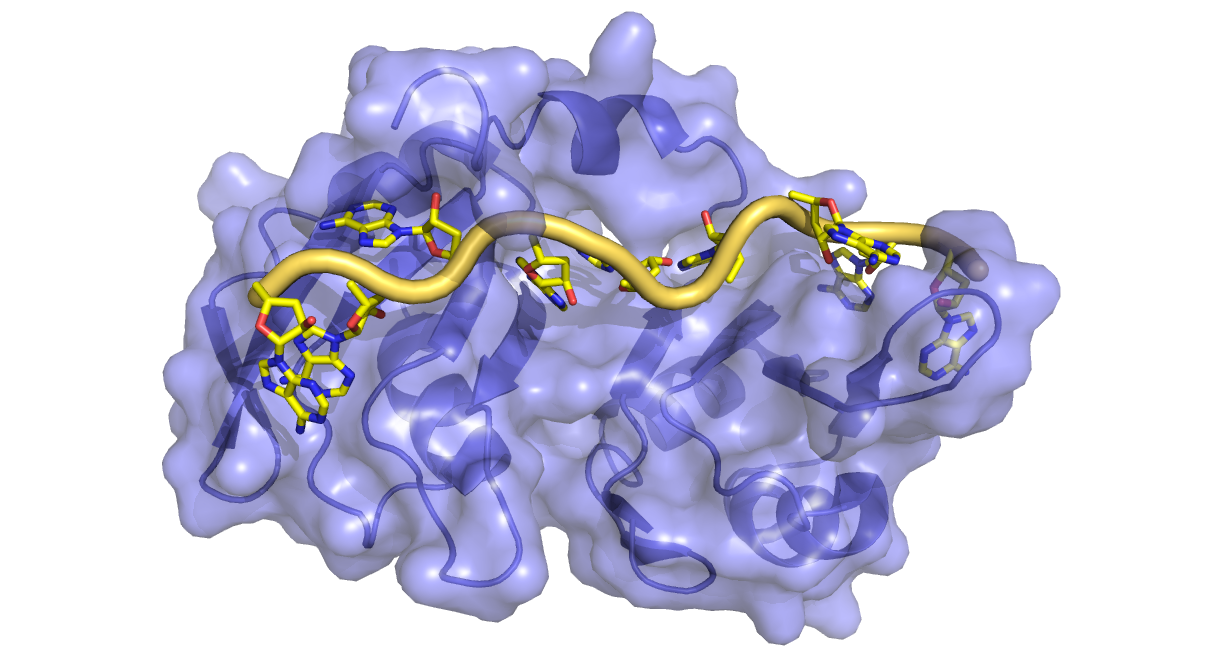
PABP (en bleu) complexée à un segment d'ARN poly(A) (en jaune)

La poly(A)-binding protein (PABP) est une protéine de liaison à l'ARN qui se fixe à la queue poly(A) des ARN messagers. La queue poly(A) est située à l'extrémité 3' des ARN, elle est longue de plusieurs dizaines à quelques centaines de nucléotides. La PABP s'y lie de manière coopérative, à raison d'une molécule de PABP pour 25 à 30 adénosines. Sa structure est constituée de deux domaines RRM (motifs de reconnaissance de l'ARN).
Elle joue deux rôles principaux : elle protège l'extrémité 3' de l'ARN de la dégradation par des ribonucléases et participe à la circularisation des ARNm, nécessaire à leur traduction par le ribosome.

## Rôle dans la traduction
La PABP forme un complexe avec la queue poly(A) en 3' des ARNm et elle interagit aussi avec le facteur de démarrage de la traduction eIF4G. eIF4G forme un complexe avec eIF4E qui fixe la coiffe à l'extrémité 5' des ARNm. Ce mécanisme aboutit à ce que, dans le cytoplasme, les ARNm matures forment des pseudo-cercles, dans lesquels l'extrémité 5' et l'extrémité 3' sont associées au sein d'un complexe maintenu par la PABP, eIF4E et eIF4G.
Cette circularisation des ARNm est indispensable au recrutement du ribosome sur l'ARNm, et donc à la traduction des ARNm dans le cytoplasme. C'est un mécanisme de contrôle qualité, qui permet d'éviter que des ARNm tronqués ou clivés, sans queue poly(A), puissent être traduit. Ceci aboutirait sinon à la production de protéines incomplètes. Cela contribue aux différents mécanismes de surveillance de l'ARNm.

Organisation en pseudo-cercle des ARNm, par interaction entre la PABP (vert), eIF4G et eIF4E qui fixe la coiffe.